# Groma (instrumento de medida)

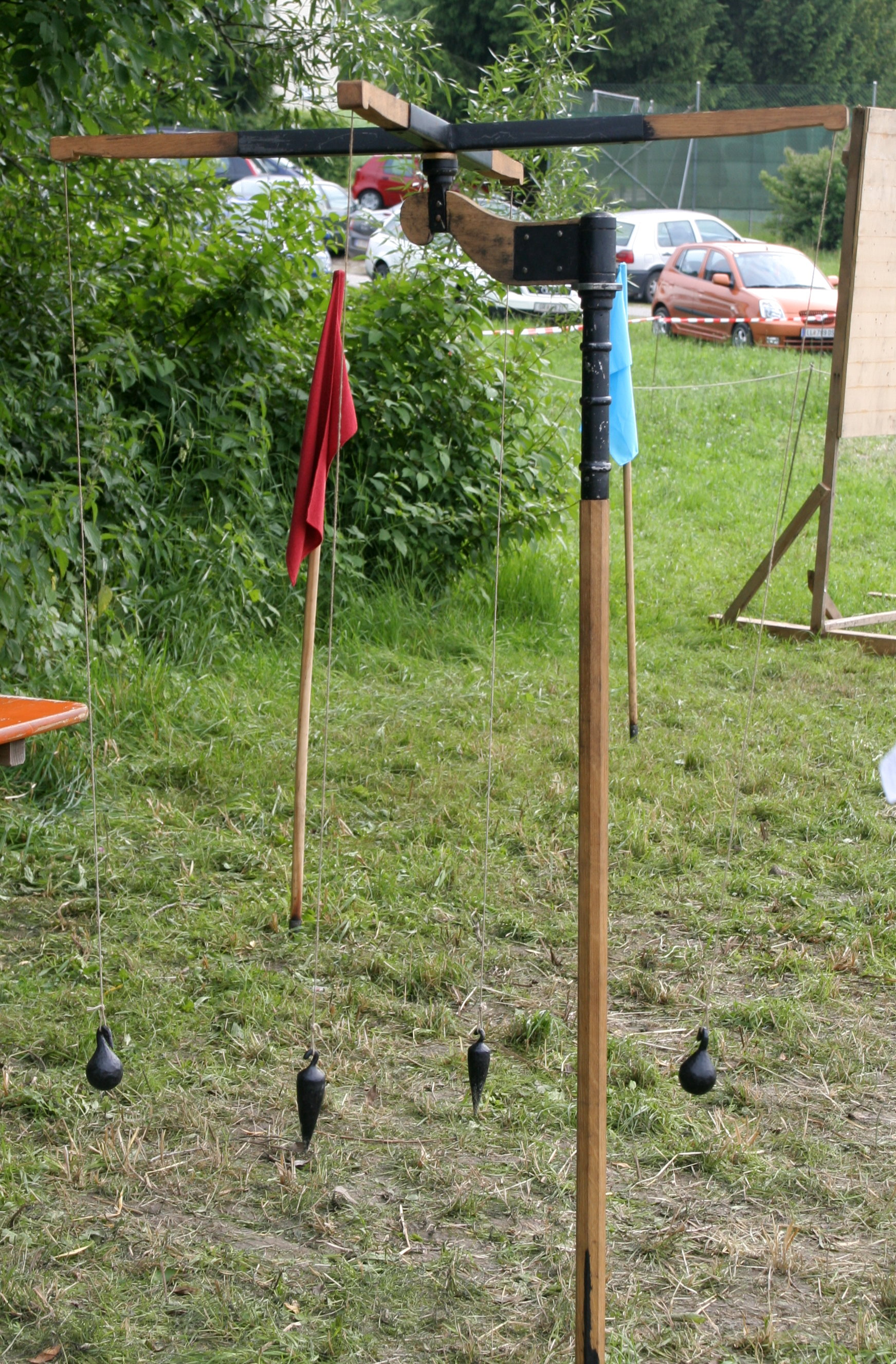
Una groma reconstruida.

La  groma o  gruma (por deformación, quizá vía el etrusco, de la palabra griega gnomon  (γνὠμων) que significaba “escuadra”)  era el aparato de nivelación esencial de los agrimensores de la antigua Roma. 

## Descripción
Consistía en una pértiga vertical que soportaba a su extremidad superior un travesaño situado sobre un pivote: el travesaño podía así girar en el plano horizontal. Cada brazo del travesaño soportaba en su extremidad una plomada.
La groma servía para comprobar las alineaciones y la corrección de las direcciones perpendiculares. Por abuso del lenguaje, este término vino a designar el centro de un campamento militar romano o el foro en la fundación de una ciudad, o la intersección del  cardo  y del decumanus  , ya que el ángulo recto formado por las direcciones de estas dos arterias, era comprobado con la groma por los agrimensores.
El experto Isaac Moreno Gallo ha cuestionado su uso en la ingeniería romana debido a la facilidad con que las plomadas se moverán a causa de la incidencia del viento.